# دریاچه بلویه
دریاچه بلویه (روسی: Бе́лое о́зеро؛ IPA: [ˈbʲɛləjə ˈozʲɪrə]) (به معنی دریاچه سفید) دریاچه‌ای است در استان ولوگدا در روسیه. از نظر مساحت، دریاچه بلویه، پس از دریاچه اونگا، دومین دریاچه بزرگ طبیعی استان وُلوگدا است.
دریاچه بلویه یکی از ۱۰ دریاچه طبیعی بزرگ در اروپا است.